# Dictya fisheri
Dictya fisheri är en tvåvingeart som beskrevs av Orth 1991. Dictya fisheri ingår i släktet Dictya och familjen kärrflugor. Inga underarter finns listade i Catalogue of Life.